# Teemu Pukki
Teemu Pukki (Kotka, 29 maart 1990) is een Fins profvoetballer die als aanvaller speelt. Hij verruilde Norwich City in juli 2023 voor Minnesota United. Pukki debuteerde in 2009 in het Fins voetbalelftal. Daarvan werd hij in oktober 2021 topscorer aller tijden.

## Clubcarrière
Pukki stroomde in 2006 door vanuit de jeugdopleiding van KooTeePee, op dat moment actief in de Veikkausliiga. Hij tekende in 2008 een contract voor 3,5 seizoen bij Sevilla FC. Hier begon hij in een jeugdteam in de División de Honor, waarna een plek in het in de Segunda División spelende Sevilla Atlético volgde. Na twee jaar zag Pukki de kans om in het eerste van Sevilla te komen slinken, waarna hij op 28 augustus 2010 voor 3,5 jaar tekende bij HJK Helsinki.
Na zijn komst tijdens het lopende Veikkausliiga seizoen 2010 scoorde hij vier keer in zeven wedstrijden. In het seizoen 2011 maakte Pukki elf goals en gaf hij acht assists in negentien wedstrijden. Pukki wekte tijdens het onderlinge treffen in de voorrondes van de Europa League de interesse van FC Schalke 04. Op 31 augustus 2011 volgde een transfer naar de Duitse club, waar hij een driejarig contract tekende.
Het lukte Pukki bij Schalke niet om een basisplaats te veroveren. Hij maakte op 31 augustus 2013 daarom een overstap naar Celtic. Na een jaar bij Celtic verhuurde de Schotse club Pukki gedurende het seizoen 2014/15 aan Brøndby IF. Hier veroverde hij wel een basisplaats. Brøndby nam hem in juli 2015 definitief over. Pukki bleef vier jaar in Denemarken en maakte in die tijd meer dan vijftig doelpunten in 130 competitiewedstrijden.
Na afloop van zijn contract bij Brøndby stapte Pukki  in juli 2018 transfervrij over naar Norwich City. Hiervoor werd hij in het seizoen 2018/19 met 29 doelpunten topscorer van de Championship. Pukki maakte op 9 augustus 2019 zijn eerste doelpunt in de Premier League. Hij zorgde toen voor de 4–1 in een met diezelfde cijfers verloren wedstrijd uit bij Liverpool. Acht dagen later maakte hij een hattrick in een met 3–1 gewonnen competitiewedstrijd thuis tegen Newcastle United. Dit was zijn eerste hattrick in een Engelse competitie, nadat hem dit eerder al een keer lukte in de Veikkausliiga (voor HJK Helsinki), drie keer in de Superligaen (voor Brøndby) en een keer in de Europa League (voor Brøndby). Pukki speelde uiteindelijk vijf seizoenen voor Norwich City, waarmee hij twee keer promoveerde naar de Premier League en ook twee keer meteen weer degradeerde naar de Championsship. Hij maakte in die periode 87 competitiedoelpunten (65 in de Championship en 22 in de Premier League). Na afloop van het seizoen 2022/23 verruilde hij Norwich transfervrij voor Minnesota United.

## Clubstatistieken
| Seizoen     | Club             | Competitie           | Competitie | Competitie | Competitie | Beker | Beker | Beker | Internationaal | Internationaal | Internationaal | Totaal | Totaal | Totaal |
| Seizoen     | Club             | Competitie           | Wed.       | Dlp.       | Ass.       | Wed.  | Dlp.  | Ass.  | Wed.           | Dlp.           | Ass.           | Wed.   | Dlp.   | Ass.   |
| ----------- | ---------------- | -------------------- | ---------- | ---------- | ---------- | ----- | ----- | ----- | -------------- | -------------- | -------------- | ------ | ------ | ------ |
| 2006        | KTP Kotka        | Veikkausliiga        | 5          | 0          | 0          | 0     | 0     | 0     | —              | —              | —              | 5      | 0      | 0      |
| 2007        | KTP Kotka        | Veikkausliiga        | 24         | 3          | 6          | 0     | 0     | 0     | —              | —              | —              | 24     | 3      | 6      |
| Club Totaal | Club Totaal      | Club Totaal          | 29         | 3          | 6          | 0     | 0     | 0     | 0              | 0              | 0              | 29     | 3      | 6      |
| 2008/09     | Sevilla Atlético | La Liga 2            | 17         | 3          | 0          | —     | —     | —     | —              | —              | —              | 17     | 3      | 0      |
| 2009/10     | Sevilla Atlético | Segunda División B   | 16         | 0          | 0          | —     | —     | —     | —              | —              | —              | 16     | 0      | 0      |
| Club Totaal | Club Totaal      | Club Totaal          | 33         | 3          | 0          | 0     | 0     | 0     | 0              | 0              | 0              | 33     | 3      | 0      |
| 2008/09     | Sevilla          | La Liga              | 1          | 0          | 0          | 0     | 0     | 0     | —              | —              | —              | 1      | 0      | 0      |
| Club Totaal | Club Totaal      | Club Totaal          | 1          | 0          | 0          | 0     | 0     | 0     | 0              | 0              | 0              | 1      | 0      | 0      |
| 2010        | HJK Helsinki     | Veikkausliiga        | 7          | 2          | 0          | 1     | 0     | 0     | —              | —              | —              | 8      | 2      | 0      |
| 2011        | HJK Helsinki     | Veikkausliiga        | 17         | 11         | 8          | 2     | 0     | 0     | 6              | 5              | 2              | 25     | 16     | 10     |
| Club Totaal | Club Totaal      | Club Totaal          | 24         | 13         | 8          | 3     | 0     | 0     | 6              | 5              | 2              | 33     | 18     | 10     |
| 2011/12     | Schalke 04       | Bundesliga           | 19         | 5          | 1          | 2     | 0     | 0     | —              | —              | —              | 21     | 5      | 1      |
| 2012/13     | Schalke 04       | Bundesliga           | 17         | 3          | 2          | 2     | 0     | 0     | 5              | 0              | 0              | 24     | 3      | 2      |
| 2013/14     | Schalke 04       | Bundesliga           | 1          | 0          | 0          | 0     | 0     | 0     | 1              | 0              | 0              | 2      | 0      | 0      |
| Club Totaal | Club Totaal      | Club Totaal          | 37         | 8          | 3          | 4     | 0     | 0     | 6              | 0              | 0              | 47     | 8      | 3      |
| 2013/14     | Celtic Glasgow   | Scottish Premiership | 26         | 7          | 2          | 2     | 0     | 0     | 5              | 0              | 0              | 33     | 7      | 2      |
| 2014/15     | Celtic Glasgow   | Scottish Premiership | 1          | 0          | 0          | 0     | 0     | 0     | 4              | 2              | 1              | 5      | 2      | 1      |
| Club Totaal | Club Totaal      | Club Totaal          | 27         | 7          | 2          | 2     | 0     | 0     | 9              | 2              | 1              | 38     | 9      | 3      |
| 2014/15     | Brøndby IF       | Superligaen          | 27         | 9          | 1          | 3     | 2     | 0     | —              | —              | —              | 30     | 11     | 1      |
| 2015/16     | Brøndby IF       | Superligaen          | 33         | 9          | 1          | 3     | 1     | 0     | 8              | 3              | 0              | 44     | 13     | 1      |
| 2016/17     | Brøndby IF       | Superligaen          | 34         | 20         | 7          | 4     | 3     | 1     | 8              | 6              | 2              | 46     | 29     | 10     |
| 2017/18     | Brøndby IF       | Superligaen          | 36         | 17         | 10         | 5     | 1     | 0     | 3              | 1              | 1              | 44     | 19     | 11     |
| Club Totaal | Club Totaal      | Club Totaal          | 130        | 55         | 19         | 15    | 7     | 1     | 19             | 10             | 3              | 164    | 72     | 23     |
| 2018/19     | Norwich City     | Championship         | 43         | 29         | 10         | 3     | 1     | 0     | —              | —              | —              | 46     | 30     | 10     |
| 2019/20     | Norwich City     | Premier League       | 36         | 11         | 3          | 2     | 0     | 0     | —              | —              | —              | 38     | 11     | 3      |
| 2020/21     | Norwich City     | Championship         | 41         | 26         | 4          | 1     | 0     | 0     | —              | —              | —              | 42     | 26     | 4      |
| 2021/22     | Norwich City     | Premier League       | 37         | 11         | 3          | 4     | 0     | 1     | —              | —              | —              | 41     | 11     | 4      |
| 2022/23     | Norwich City     | Championship         | 41         | 10         | 7          | 2     | 0     | 1     | —              | —              | —              | 43     | 10     | 8      |
| Club Totaal | Club Totaal      | Club Totaal          | 198        | 87         | 27         | 12    | 1     | 2     | 0              | 0              | 0              | 210    | 88     | 29     |
| 2023        | Minnesota United | MLS                  | 14         | 10         | 1          | 0     | 0     | 0     | 5              | 0              | 1              | 19     | 10     | 2      |
| 2024        | Minnesota United | MLS                  | 22         | 4          | 0          | 0     | 0     | 0     | 2              | 0              | 0              | 24     | 4      | 0      |
| Club Totaal | Club Totaal      | Club Totaal          | 36         | 14         | 1          | 0     | 0     | 0     | 7              | 0              | 1              | 43     | 14     | 2      |
| 2025        | HJK Helsinki     | Veikkausliiga        | 2          | 0          | 0          | 5     | 5     | 1     | —              | —              | —              | 7      | 5      | 1      |
| Club Totaal | Club Totaal      | Club Totaal          | 26         | 13         | 8          | 8     | 5     | 1     | 6              | 5              | 2              | 40     | 23     | 11     |
| Totaal      | Totaal           | Totaal               | 517        | 190        | 66         | 41    | 13    | 4     | 47             | 17             | 7              | 605    | 220    | 77     |

*Bijgewerkt tot en met 22 maart 2021

## Interlandcarrière
Pukki debuteerde op 4 februari 2009 in de nationale ploeg van Finland, in een oefeninterland in en tegen Japan (5-1). In die wedstrijd debuteerden ook doelman Tomi Maanoja, Joni Aho, Tuomo Turunen, Jukka Raitala, Përparim Hetemaj, Mehmet Hetemaj, Tim Sparv en Jarno Parikka. Pukki viel in dat duel na 67 minuten in voor aanvoerder Jari Litmanen. Zijn eerste interlanddoelpunt volgde op 26 mei 2012. Hij schoot toen de 2–2 binnen en een met 2–3 gewonnen oefeninterland in en tegen Turkije. Pukki kwalificeerde zich in 2019 met zijn landgenoten voor het EK 2020, het eerste eindtoernooi waarvoor Finland zich ooit plaatste. Pukki maakte in de kwalificatiefase hiervoor tien doelpunten in evenzoveel wedstrijden. Hij was basisspeler in alle drie de wedstrijd die Finland op het EK speelde. Pukki maakte op 11 oktober 2021 tijdens een kwalificatiewedstrijd voor het WK 2022 tegen Kazachstan zijn 32ste interlandgoal. Daarmee kwam hij op gelijke hoogte met Fins recordhouder Jari Litmanen. Pukki deed daar 97 interlands over en Litmanen 137. Pukki maakte diezelfde wedstrijd ook zijn 33e, waarmee hij alleen recordhouder van het Finse nationale team werd.
| Interlanddoelpunten | Interlanddoelpunten | Interlanddoelpunten | Interlanddoelpunten     | Interlanddoelpunten | Interlanddoelpunten | Interlanddoelpunten | Interlanddoelpunten |
| №                   | Datum               | Locatie             | Wedstrijd               | Goal(s)             | Score               | Uitslag             | Competitie          |
| ------------------- | ------------------- | ------------------- | ----------------------- | ------------------- | ------------------- | ------------------- | ------------------- |
| 1                   | 26 mei 2012         | Salzburg            | Turkije – Finland       | 73'                 | 2 – 2               | 2 – 3               | Oefeninterland      |
| 2                   | 15 augustus 2012    | Belfast             | Noord-Ierland – Finland | 24'                 | 2 – 2               | 3 – 3               | Oefeninterland      |
| 3                   | 11 september 2012   | Teplice             | Tsjechië – Finland      | 43'                 | 0 – 1               | 0 – 1               | Oefeninterland      |
| 4                   | 14 november 2012    | Nicosia             | Cyprus – Finland        | 15'                 | 0 – 1               | 0 – 3               | Oefeninterland      |
| 5                   | 22 maart 2013       | Gijón               | Spanje – Finland        | 79'                 | 1 – 1               | 1 – 1               | WK-kwalificatie     |
| 6                   | 11 juni 2013        | Gomel               | Wit-Rusland – Finland   | 22'                 | 0 – 1               | 1 – 3               | WK-kwalificatie     |
| 7                   | 21 mei 2014         | Helsinki            | Finland – Tsjechië      | 18'                 | 1 – 1               | 2 – 2               | Vriendschappelijk   |
| 8                   | 21 mei 2014         | Helsinki            | Finland – Tsjechië      | 20'                 | 2 – 1               | 2 – 2               | Vriendschappelijk   |

## Erelijst
KTP Kotka
- TUL competitie

2008
 Sevilla
- Copa Del Rey

2010
 HJK Helsinki
- Beker van Finland

2011
 Schalke 04
- DFB Pokal

2011
- Duitse Supercup

2011
 Celtic
- Schots Landskampioenschap

2013, 2014
- Scottish Cup

2013
- Glasgow Cup

2014
 Brøndby IF
- Deense voetbalbeker

2018
 Norwich City
- The Championship

2019